# Kanton Chartres-Sud-Est
Kanton Chartres-Sud-Est (francouzsky Canton de Chartres-Sud-Est) je francouzský kanton v departementu Eure-et-Loir v regionu Centre-Val de Loire. Tvoří ho sedm obcí.

## Obce kantonu
- Berchères-les-Pierres
- Chartres (jihovýchodní část)
- Le Coudray
- Gellainville
- Nogent-le-Phaye
- Prunay-le-Gillon
- Sours